# Robert Hansen
Robert Christian Hansen (15. února 1939, Estherville, Iowa, USA – 21. srpna 2014, Anchorage, Aljaška, USA) byl americký sériový vrah. V letech 1971–1983 zabil pravděpodobně 21 žen a dívek na Aljašce.

## Životopis

### Mládí a kriminální činnost
Robert Hansen se narodil do rodiny pekařů Christiana a Edny. Časem začal pomáhat otci v pekárně. V pubertě trpěl vyrážkami. Po dosažení dospělosti zapálil Hansen garáž školního autobusu, za což byl odsouzen ke třem letům vězení. Pomalu začal krást a roku 1960 uprchl před zatčením na Aljašku do města Anchorage. Tam se začal živit jako pekař a ve volném čase lovil. Později začal krást a byl opět uvězněn. Lékaři u něho zjistili bipolární afektivní poruchu a doporučili mu dávky lithia a propuštění, nakonec byl propuštěn.

### Vraždy
Dne 17. listopadu 1981 potkal Hansen tanečnici Sherry Morrowovou. Nabídl jí peníze za focení. Souhlasila a nastoupila do Hansenova auta, pak odjeli k jeho domu. Tam Sherry brutálně znásilnil. Poté odjeli na letiště, odkud odletěli v Hansenově osobním letounu Piper Super Club k jeho srubu na venkově v údolí řeky Knik, kde Sherry vypustil a samonabíjecí karabinou Ruger Mini-14 ji zastřelil. Poté jí usekl hlavu, kterou si nechal ve srubu. Ostatky poté zakopal. Tělo bylo nalezeno o rok později a případ byl odložen.
V noci 13. června 1983 byl Hansen v baru, kde potkal prostitutku Cindy Paulsonovou, které nabídl peníze za orální sex. Odjeli do jeho domu, kde ji znásilnil a opět s ní odjel na letiště. Jenže mezitím, co Hansen nastupoval, Cindy využila situace a utekla. Hansen jí nechal utéct a odletěl. Cindy šla na policii a za několik dní byl Hansen zatčen.

### Soud
U soudu se Hansen přiznal ke čtyřem vraždám, bylo jich mu však prokázáno až 17. Počet obětí však může být vyšší, protože Hansen zahrabal ostatky do různých lesních jam a zdaleka nebyly nalezeny. Nakonec byl Hansen odsouzen k trestu odnětí svobody ve výši 461 let.
Zemřel v roce 2014 ve věku 75 let.

## Robert Christian Hansen v kultuře
- Norská aggrotech kapela Combichrist jmenuje ve své písni „God Bless“ (česky „Bůh žehnej“) celou řadu sériových vrahů a teroristů, mezi nimi je i Robert Christian Hansen.[2][3]

- Posloužil také jako předloha Kurta Caldwella; hlavního antagonisty 9. série seriálu Dexter.